# پارک ملی لوسینی اوستروف
پارک ملی لوسینی اوستروف (انگلیسی: Losiny Ostrov National Park) یک پارک ملی حفاظت‌شده در حومه شهر مسکو در کشور روسیه است.